# Paracicerina egregius
Paracicerina egregius är en plattmaskart som beskrevs av Meixner J 1938. Paracicerina egregius ingår i släktet Paracicerina och familjen Cicerinidae. Inga underarter finns listade i Catalogue of Life.